# 青森縣立美術館

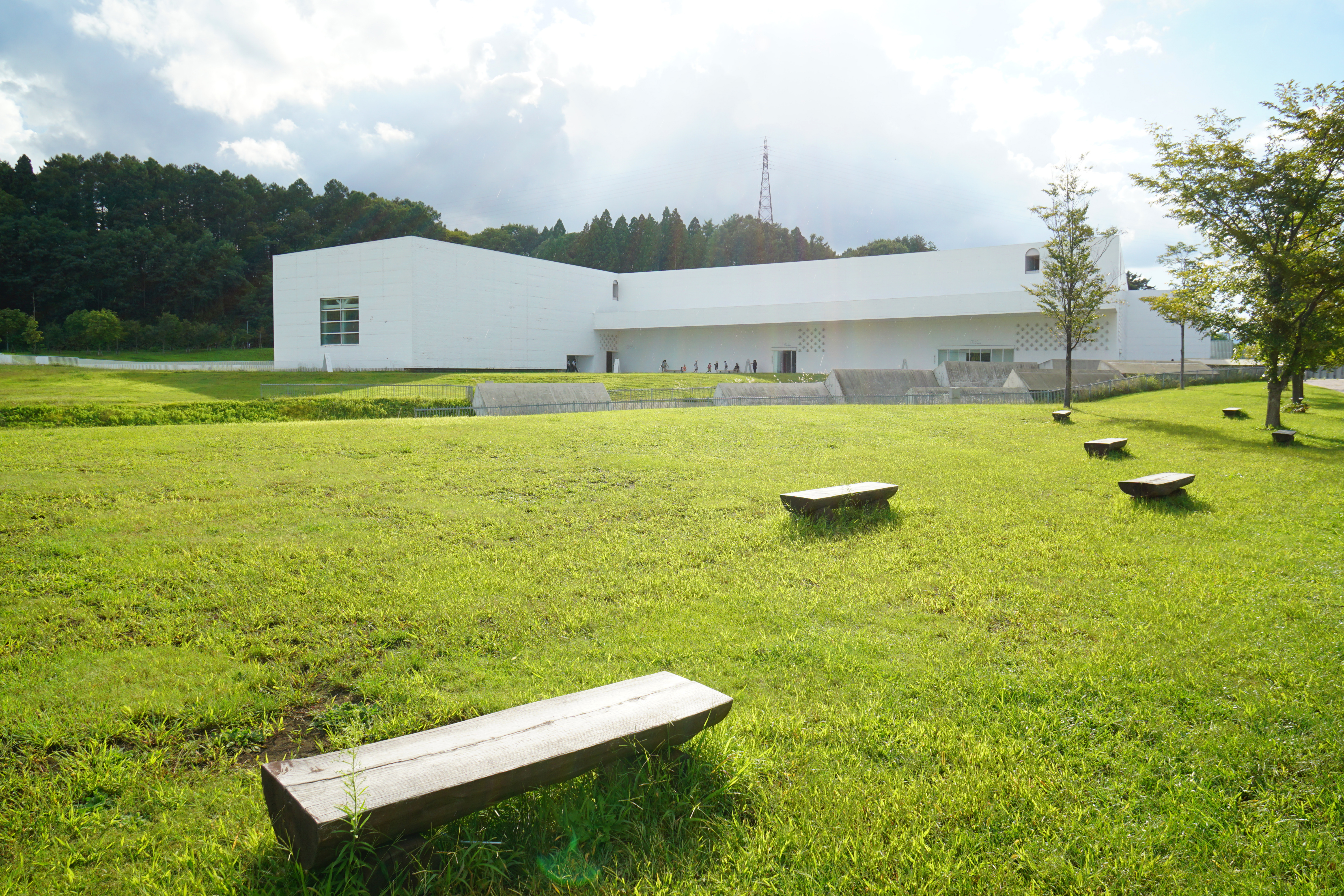
青森縣立美術館

青森縣立美術館（日语：／），是於2006年7月13日開館，為了介紹青森縣青森市的鄉土文化而成立的設施。位於青森縣青森市大字安田字近野地內、三内丸山遺跡的隔壁。
青森縣文化觀光部縣立美術館開館準備局的計畫正在進行。2005年9月舉辦以建築從業人員為主的預展，從全國聚集了300位建築業界人士。
2005年10月30日，以「啟動的青森縣立美術館」為題，由東京藝術大學副教授熊倉純子擔任會議總協調，青木淳，青森出身的奈良美智，和青森縣知事三村申吾參與的「竣工紀念座談會」，向青森縣立美術館抽選到的縣民參觀者公開。
根據美術館營運尋求自營制的青森縣知事三村申吾的意向，開設之前將成為館長的館員調動到青森縣立近代文學館，此後縣長兼任館長的體制造成營運上的嚴重混亂，受到內部和外界「館長不在」的指摘。

## 建築
- 設計者──青木淳建築計畫事務所
- 敷地面積──129536.37m²
- 建築面積──7129.82m²
- 延床面積──15837.41m²
- 構造──鋼骨鋼筋混凝土（一部分是鋼骨）

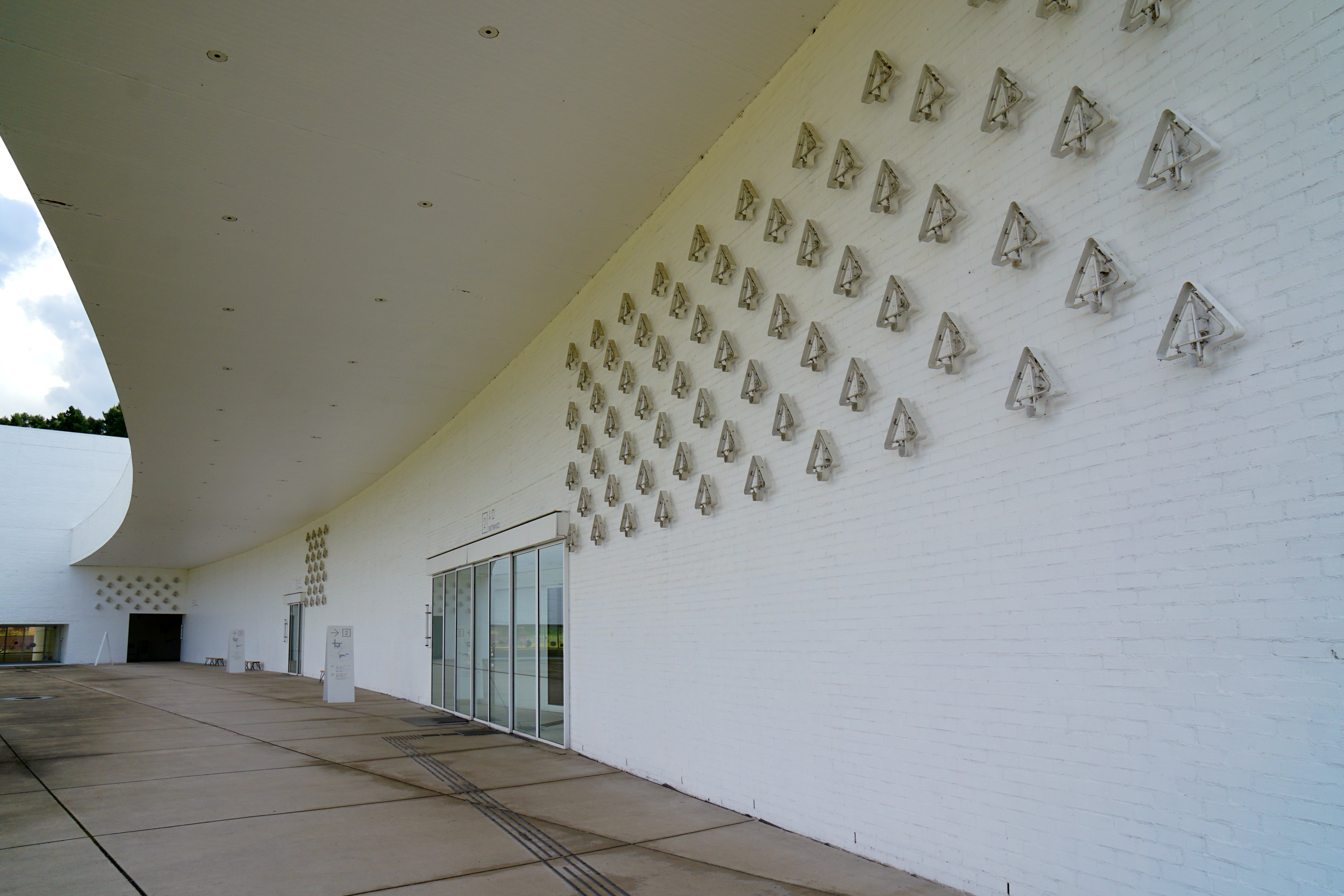
入口

- 施工期間──2002年（平成14年）10月～2005年（平成17年）9月20日
- 工程費（舊契約額）──約110億日圓

由伊東豐雄擔任審查委員長的國際競圖結果，入選者是建築師青木淳。以地下兩層、地上兩層的凹凸白色構造體，覆蓋在像是遺跡發掘現場探溝般的設計，讓三內丸山的遺跡與之成為一體。從上方至下方凹凸之間所形成的，當作「土的展示室」的空隙，以及在這之外當作「展外展示室」或「創作中庭」之處，全都是能便於美術館的利用而設計。
設置於美術館中心的「阿雷可大廳」，是根據夏卡爾所作，普希金的詩，柴可夫斯基配樂，巨匠里昂狄特·瑪賽尼編舞的芭蕾舞劇「阿雷可」（Aleko）布景畫三幅（長九公尺，寬十五公尺），預計能在此處觀覽。此外，常設展示室、企畫展示室、劇場（220席）、團體美術展覽室和兒童間也在籌備中。同時，還有奈良美智的「青森犬」（高度約九公尺），與他親手布置的展示空間「八角堂」。
使用於美術館和網站上的原創字體，是出自菊地敦己之手。

## 收藏作品

### 本地出身的藝術家
- 棟方志功
- 工藤甲人
- 工藤哲巳
- 寺山修司
- 成田亨

### 縣外出身的藝術家
- 今井俊滿
- 恩地孝四郎
- 近藤悠三

### 海外出身的藝術家
- 畢卡索
- 馬蒂斯
- 保羅·克利
- 夏卡爾

## 相關連結
- 青森県立美術館 （页面存档备份，存于）
- 青森縣立美術館的Facebook專頁
- 青森縣立美術館的Instagram帳戶
- 青森縣立美術館的X（前Twitter）
- 青森縣立美術館的YouTube頻道 （页面存档备份，存于）